# Шатриначко језеро
Шатриначко језеро, познато и као Међаш или Међеш, језеро је смештено на око 5 km од Ирига, а од Београда око 55 km. Смештено на висини од 145 m, Шатриначко језеро се налази ван заштитне зоне националног парка Фрушка гора. Језеро је настало 1984. године преграђивањем истоименог потока и припада хидросистему Међаш — Јарчина — Галовица. Дужина бране износи 230, а висина 13,7 m, док је само језеро дугачко 1.100 и широко око 350 m. Протеже се на површини од 26 хектара, а има запремину од 1.500.000 кубних метара. Стране језера су мање-више голе и стрме, а на средини леве долинске стране се налази мања плажа са спортским тереном и угоститељским објектом.